# Dichaea muricata
Dichaea muricata là một loài lan.
 Tư liệu liên quan tới Dichaea muricata tại Wikimedia Commons